# Phymatodes grandaevus
Phymatodes grandaevus là một loài bọ cánh cứng trong họ Cerambycidae.